# Orland Park
Orland Park är en ort (village) i Cook County, och  Will County, i delstaten Illinois, USA. Enligt United States Census Bureau har orten en folkmängd på 57 016 invånare (2011) och en landarea på 56,7 km².

## Kända personer från Orland Park
- Alex Broadhurst, ishockeyspelare
- Terry Broadhurst, ishockeyspelare
- Connor Carrick, ishockeyspelare
- T.J. Tynan, ishockeyspelare